# عبد القادر البدايوني
عبد القادر البدايوني (947 - 1004 هـ) هو أديب ومؤرخ هندي.
هو عبد القادر بن ملوك شاه الحنفي البدايوني. أشهر آثاره: كتاب «منتخب التواريخ» بالفارسية في تاريخ الهند. طبع في كلكتة سنة 1865 م.